# H.F. Jansen en Zonen

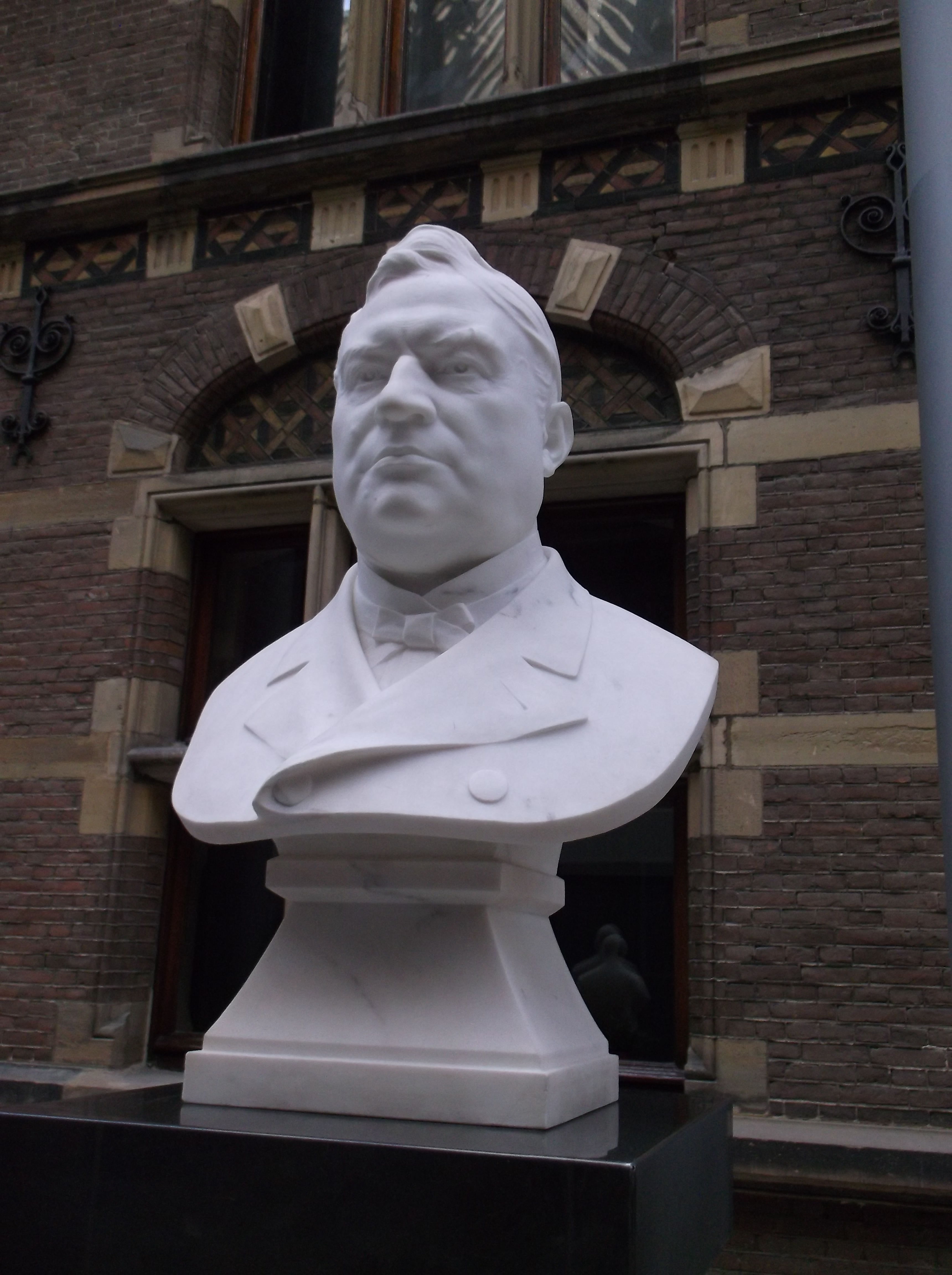
Buste van Hendrik F. Jansen in de Statenpassage door Bart van Hove (1892)

De Koninklijke Meubelfabriek en Magazijnen H.F. Jansen en Zonen is een voormalige meubelfabriek en woninginrichting in Amsterdam. Het predicaat 'Koninklijk' werd toegekend in 1911.

## Geschiedenis

### Ontstaan
De oprichter van het familiebedrijf H.F. Jansen is Hendrik Fredrik Jansen (1819-1896), geboren in een katholiek gezin te Amsterdam. Op 19-jarige leeftijd woont Hendrik Fred(e)rik op de Nieuwmarkt en is van beroep behanger.
Rond 1840 is er sprake van een bedrijf. In 1871 wordt het predicaat 'hofleverancier' toegekend. In de aanvraag noemt Jansen zich 'kamer- en meubelstoffeerder'. In dat jaar bouwt hij een nieuwe werkplaats en een magazijn aan de Kalverstraat 178. Dit magazijn, opgetrokken 'in stijl neogrec' wil hij tot 'het grootste en sierlijkste van de stad' maken'. Met 26 werklieden is het nog een middelgroot bedrijf. In 1874 bestaat de collectie uit: “Ameubelements complets, ameubelements de style, tapijten, meubelpapieren, stoffen, fantasieën, stoelen, meubelen, spécialiteit van crapaux”.

### Meubelfabriek
In 1877 neemt Jansen de meubelfirma Stroobants en Broeckx over, gevestigd aan de Kalverstraat 122. Jansen wordt door de overname meubelfabrikant en interieurspecialist. De firma verkoopt 'interieurkunst in de ruimste zin des woords en installaties en betimmeringen van de allerbesten qualiteit in binnen- en buitenland'. Jansen is inmiddels in staat volledige interieurs met betimmeringen, kamerstoffering en meubelen te ontwerpen en uit te voeren.
De fabriek wordt in 1878 uitgerust met een stoommachine van 8 pk. In de jaren daarna breidt het bedrijf zich zo enorm uit dat het in 1890 aan 170 arbeiders werk verschaft. Daarmee is de firma verreweg de grootste meubelfabriek van Amsterdam. Jansen betaalt in 1891 de knechts een uurloon van 8 tot 20 cent en de meesterknechts 20 tot 25 cent voor een werkdag van 11,5 tot 14,5 uur met 2,5 uur schafttijd. De werkverdeling gaat tamelijk ver: de chef laat de werkman zoveel mogelijk dezelfde meubels maken.

### Vestigingen, magazijnen, winkels en fabrieken

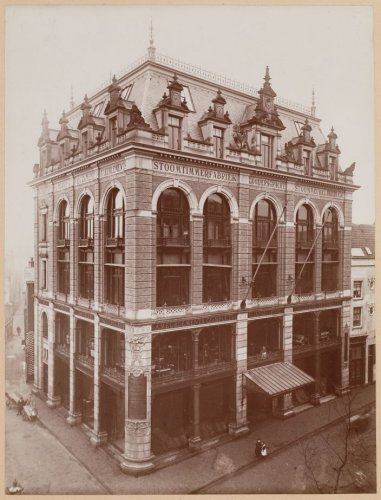
Spui 10A, Meubelwinkel van H.F. Jansen & Zonen

De Stoom-Meubel & Timmerfabriek wordt gevestigd aan de Looiersgracht 88-90, nadat in 1881 de oude fabriek aan de Rozenboomsteeg afbrandt. De magazijnen en winkels zijn aanvankelijk gevestigd aan de Kalverstraat 178 en vanaf 1880 in het door architect A. van Gendt verbouwde pand aan de Kalverstraat 122. In 1892 wordt het nieuwe en grote pand aan het Spui 10a betrokken, naar ontwerp van en gebouwd door architect Eduard Cuypers. Het benedenmagazijn van 'Het Meubelpaleis' wordt geheel door eigen werklieden ontworpen en uitgevoerd.

### Waardering en prijzen
De meubelen, binnenhuisontwerpen en inrichtingen worden al snel tot in de hoogste kringen zeer gewaardeerd. Op tentoonstellingen en bij wedstrijden worden de inzendingen veelvuldig geprezen. Op de tentoonstelling in Arnhem (1877) verdient de inzending van de firma een zilveren bekroning en in 1879 een eerste graad diploma. In 1881 krijgt de firma op de nationale wedstrijd te Leeuwarden drie gouden medailles, op de Internationale Tentoonstelling te Amsterdam (1883) een erediploma en bij de wedstrijd van het Nederlandsch Handelsmuseum (1886) een eerste prijs.

### Huizen en paleizen
In 1865 wordt de ontvangstzaal van Huis Willet-Holthuysen aan de Herengracht in Amsterdam ingericht en van gordijnen voorzien. Later volgt de inrichting van de regentenkamer van het Roomsch Catholijk Maagdenhuis aan het Spui. De firma voorziet in 1886 de werk- en slaapkamer van koning Willem III in paleis Soestdijk van een nieuwe wandbekleding en levert hiervoor 'toile imprimé', een bedrukte linnen stof. Voor de slaapkamer, salon en toiletkamer van prinses Wilhelmina levert Jansen een ameublement in Louis XVI-stijl van Amerikaans grenenhout. De koninklijke appartementen in het paleis worden van stoffering en meubilering voorzien voor het aanzienlijke bedrag van f 26.488,75. In 1881 wordt voor prinses Emma de meubilering van het Châlet van het paleis Het Loo verzorgd. In 1888 wordt de Blauwe Salon in paleis Het Loo met zijden pluche behangen. Voor de zitkamer van koningin-regentes Emma wordt in paleis Noordeinde in 1896 een staande lamp met tafelblad geleverd. In 1898 volgt de opdracht de zitkamer van koningin Wilhelmina in laat-achttiende-eeuwse stijl te ontwerpen. Ook de Dameskamer in de op 8 januari 1916 feestelijk geopende Industrieele Club op de Dam (thans Koninklijke Industrieele Groote Club, Amsterdam) met kristallen kroonluchter is door de firma ingericht.

## Familiebedrijf
Hendrik Frederik Jansen heeft vier zonen. De oudste twee Gerardus Jacobus (geboren 1850) en Hendrik Philippus (geboren 1851) worden vennoot in 1874. De jongste zoon Paulus Johannes (geboren 1858) krijgt de leiding over de meubelmakerij. In 1891 wordt hij ook vennoot.

### Parijs
De derde zoon Jan Hendrik is in 1854 geboren te Amsterdam. Bij zijn inschrijving in het militieregister geeft hij het beroep van meubelmaker op. In het voetspoor van zijn vader richt hij omstreeks 1880 in Parijs Maison Jansen op, een firma voor binnenhuis-decoratie in antieke, klassieke stijl met veel oog voor ontwerp, details en vakmanschap.  In 1885 betrekt hij een pand aan de chique Rue Royale. Het Maison groeit eveneens in korte tijd uit tot een toonaangevende firma voor complete interieurs. In navolging van de Amsterdamse firma worden er vele prijzen op tentoonstellingen gewonnen en kloppen vorstenhoven (uit België en Spanje) aan om zich te laten inrichten volgens de ontwerpen van Maison Jansen. Aanvankelijk maakt Jansen gebruik van eigentijdse stijl en ontwerpers, later ontstaat er een herleving van de 18- en begin 19-eeuwse 'empire' stijl. Het Maison krijgt opdrachten van gekroonde hoofden uit Engeland, Frankrijk en Joegoslavië en van beroemdheden als Baron de Rothschild, Helena Rubinstein en Coco Chanel. Maison Jansen weet de aandacht te trekken van Amerikaanse architecten en verzorgt de interieurinrichting van Vanderbilt, Rockefeller en Kennedy. Na 1900 ontstaan er filialen in Buenos Aires, Havana en Londen. Jan Hendrik Jansen overlijdt in 1928. Zijn opvolgers zetten zijn werk voort en er ontstaan vestigingen in New York, Praag en Milaan.

### Derde generatie
De oudste kleinzoon van de oprichter, genoemd naar zijn grootvader Hendrik Frederik, wordt in Amsterdam geboren in 1879. Na zijn opleiding in Amsterdam bekwaamt hij zich tot meubelmaker en vervolgt zijn opleiding tot 1902 in Parijs. In 1912 wordt hij samen met zijn neef Piet vennoot in de Amsterdamse firma. In het begin van de twintigste eeuw verandert de woon- en meubelstijl en worden er ontwerpen volgens de rationele stijl van Berlage en later van de architecten van de Amsterdamse School Kramer en Warners uitgevoerd. De meubelen dragen meestal een stempel of metalen plaatje met de naam van de firma.

### Sluiting
Voor zowel de Amsterdamse als Parijse firma is de periode van de Tweede Wereldoorlog een tijd van terugslag. In Amsterdam overlijdt kleinzoon Hendrik Frederik in 1943. De zaak aan het Spui sluit in 1948.
In Parijs draagt de zaak aan de Rue Royale de naam Maison Jansen nog tot halverwege de jaren 1980. De meubelen van de firma Jansen zijn van degelijke kwaliteit en zijn bij antiquairs gewilde objecten.  
Bij de inhuldiging van Willem-Alexander als koning der Nederlanden in de Nieuwe Kerk in april 2013 te Amsterdam dienen twee Jansenstoelen van verguld beukenhout als troonzetels.